# Đội tuyển bóng đá quốc gia Burkina Faso
Đội tuyển bóng đá quốc gia Burkina Faso (tiếng Pháp: Équipe du Burkina Faso de football) là đội tuyển bóng đá đại diện cho Burkina Faso tại các giải đấu quốc tế. Đội được quản lý bởi Liên đoàn bóng đá Burkina Faso (FBF), là thành viên của Liên đoàn bóng đá thế giới (FIFA) và Liên đoàn bóng đá châu Phi (CAF).
Trận quốc tế đầu tiên của đội tuyển Burkina Faso là trận đấu gặp Gabon vào năm 1960. Thành tích tốt nhất của đội cho đến nay là ngôi vị á quân của Cúp bóng đá châu Phi 2013. Tuy nhiên, đội chưa từng tham dự một kỳ World Cup.

## Danh hiệu
- Cúp bóng đá châu Phi

Á quân: 2013
Hạng ba: 2017

## Thành tích

### Giải vô địch thế giới
- 1930 đến 1974 - Không tham dự, là thuộc địa của Pháp
- 1978 - Không vượt qua vòng loại
- 1982 - Không tham dự
- 1986 - Không tham dự
- 1990 - Không vượt qua vòng loại
- 1994 - Bỏ cuộc
- 1998 đến 2022 - Không vượt qua vòng loại

### Cúp bóng đá châu Phi
Burkina Faso vốn không phải đội tuyển mạnh trong khu vực. Đội đã 13 lần tham dự vòng chung kết Cúp bóng đá châu Phi nhưng mới chỉ có 2 lần giành vị trí thứ tư vào các năm 1998 (với tư cách chủ nhà) và 2021, 1 lần giành vị trí thứ ba vào năm 2017 và thành công nhất là năm 2013 khi đội lọt vào trận chung kết dù không được đánh giá cao trước giải.
| Cúp bóng đá châu Phi | Cúp bóng đá châu Phi | Cúp bóng đá châu Phi | Cúp bóng đá châu Phi | Cúp bóng đá châu Phi | Cúp bóng đá châu Phi | Cúp bóng đá châu Phi | Cúp bóng đá châu Phi | Cúp bóng đá châu Phi | Cúp bóng đá châu Phi |
| Vòng chung kết: 13   | Vòng chung kết: 13   | Vòng chung kết: 13   | Vòng chung kết: 13   | Vòng chung kết: 13   | Vòng chung kết: 13   | Vòng chung kết: 13   | Vòng chung kết: 13   | Vòng chung kết: 13   | Vòng chung kết: 13   |
| Năm                  | Thành tích           | Thứ hạng1            | Số trận              | Thắng                | Hòa2                 | Thua                 | Bàn thắng            | Bàn thua             |                      |
| -------------------- | -------------------- | -------------------- | -------------------- | -------------------- | -------------------- | -------------------- | -------------------- | -------------------- | -------------------- |
| 1957 đến 1965        | Không tham dự        | Không tham dự        | Không tham dự        | Không tham dự        | Không tham dự        | Không tham dự        | Không tham dự        | Không tham dự        |                      |
| 1968                 | Vòng loại            | Vòng loại            | Vòng loại            | Vòng loại            | Vòng loại            | Vòng loại            | Vòng loại            | Vòng loại            |                      |
| 1970 đến 1972        | Bỏ cuộc 3            | Bỏ cuộc 3            | Bỏ cuộc 3            | Bỏ cuộc 3            | Bỏ cuộc 3            | Bỏ cuộc 3            | Bỏ cuộc 3            | Bỏ cuộc 3            |                      |
| 1974                 | Vòng loại            | Vòng loại            | Vòng loại            | Vòng loại            | Vòng loại            | Vòng loại            | Vòng loại            | Vòng loại            |                      |
| 1976                 | Không tham dự        | Không tham dự        | Không tham dự        | Không tham dự        | Không tham dự        | Không tham dự        | Không tham dự        | Không tham dự        |                      |
| 1978                 | Vòng 1               | 8 / 8                | 3                    | 0                    | 0                    | 3                    | 2                    | 9                    |                      |
| 1980                 | Không tham dự        | Không tham dự        | Không tham dự        | Không tham dự        | Không tham dự        | Không tham dự        | Không tham dự        | Không tham dự        |                      |
| 1982                 | Vòng loại            | Vòng loại            | Vòng loại            | Vòng loại            | Vòng loại            | Vòng loại            | Vòng loại            | Vòng loại            |                      |
| 1984 đến 1988        | Không tham dự        | Không tham dự        | Không tham dự        | Không tham dự        | Không tham dự        | Không tham dự        | Không tham dự        | Không tham dự        |                      |
| 1990 đến 1992        | Vòng loại            | Vòng loại            | Vòng loại            | Vòng loại            | Vòng loại            | Vòng loại            | Vòng loại            | Vòng loại            |                      |
| 1994                 | Bỏ cuộc              | Bỏ cuộc              | Bỏ cuộc              | Bỏ cuộc              | Bỏ cuộc              | Bỏ cuộc              | Bỏ cuộc              | Bỏ cuộc              |                      |
| 1996                 | Vòng 1               | 15 / 15              | 3                    | 0                    | 0                    | 3                    | 3                    | 9                    |                      |
| 1998                 | Hạng tư              | 4 / 16               | 6                    | 2                    | 2                    | 2                    | 8                    | 9                    |                      |
| 2000                 | Vòng 1               | 15 / 16              | 3                    | 0                    | 1                    | 2                    | 4                    | 8                    |                      |
| 2002                 | Vòng 1               | 13 / 16              | 3                    | 0                    | 1                    | 2                    | 2                    | 4                    |                      |
| 2004                 | Vòng 1               | 14 / 16              | 3                    | 0                    | 1                    | 2                    | 1                    | 6                    |                      |
| 2006 đến 2008        | Vòng loại            | Vòng loại            | Vòng loại            | Vòng loại            | Vòng loại            | Vòng loại            | Vòng loại            | Vòng loại            |                      |
| 2010                 | Vòng 1               | 13 / 15              | 2                    | 0                    | 1                    | 1                    | 0                    | 1                    |                      |
| 2012                 | Vòng 1               | 14 / 16              | 3                    | 0                    | 0                    | 3                    | 2                    | 6                    |                      |
| 2013                 | Á quân               | 2 / 16               | 6                    | 2                    | 3                    | 1                    | 7                    | 3                    |                      |
| 2015                 | Vòng 1               | 16 / 16              | 3                    | 0                    | 1                    | 2                    | 1                    | 4                    |                      |
| 2017                 | Hạng ba              | 3 / 16               | 6                    | 3                    | 3                    | 0                    | 8                    | 3                    |                      |
| 2019                 | Vòng loại            | Vòng loại            | Vòng loại            | Vòng loại            | Vòng loại            | Vòng loại            | Vòng loại            | Vòng loại            |                      |
| 2021                 | Hạng tư              | 4 / 24               | 7                    | 2                    | 3                    | 2                    | 9                    | 10                   |                      |
| 2023                 | Vòng 2               | 14 / 24              | 4                    | 1                    | 1                    | 2                    | 4                    | 6                    |                      |
| 2025                 | Vượt qua vòng loại   | Vượt qua vòng loại   | Vượt qua vòng loại   | Vượt qua vòng loại   | Vượt qua vòng loại   | Vượt qua vòng loại   | Vượt qua vòng loại   | Vượt qua vòng loại   |                      |
| 2027                 | Chưa xác định        | Chưa xác định        | Chưa xác định        | Chưa xác định        | Chưa xác định        | Chưa xác định        | Chưa xác định        | Chưa xác định        |                      |
| Tổng cộng            | 1 lần á quân         | 1 lần á quân         | 52                   | 10                   | 17                   | 25                   | 51                   | 78                   |                      |

- ^1 Thứ hạng ngoài bốn hạng đầu (không chính thức) dựa trên so sánh thành tích giữa những đội tuyển vào cùng vòng đấu
- ^2 Tính cả những trận hoà ở vòng đấu loại trực tiếp phải giải quyết bằng sút luân lưu
- ^3 Do đặc thù châu Phi, có những lúc tình hình chính trị hoặc kinh tế quốc gia bất ổn nên các đội bóng bỏ cuộc. Những trường hợp không ghi chú thêm là bỏ cuộc ở vòng loại
- ^4 Khung đỏ: Chủ nhà

## Cầu thủ

### Đội hình hiện tại
Đây là danh sách của đội tuyển tham dự CAN 2023.
Số liệu thống kê tính đến ngày 10 tháng 1 năm 2024 sau trận gặp CHDC Congo.
| Số | VT | Cầu thủ             | Ngày sinh (tuổi)  | Trận | Bàn | Câu lạc bộ        |
| -- | -- | ------------------- | ----------------- | ---- | --- | ----------------- |
|    | TM | Hervé Koffi         | 16 tháng 10, 1996 | 52   | 0   | Charleroi         |
|    | TM | Kilian Nikiema      | 22 tháng 6, 2003  | 4    | 0   | ADO Den Haag      |
|    | TM | Hillel Konaté       | 28 tháng 12, 1994 | 2    | 0   | Valenciennes      |
|    | TM | Abdoulaye Ouédraogo | 1 tháng 12, 2004  | 0    | 0   | Sabadell          |
|    |    |                     |                   |      |     |                   |
|    | HV | Steeve Yago         | 16 tháng 12, 1992 | 74   | 1   | Aris Limassol     |
|    | HV | Issoufou Dayo       | 6 tháng 8, 1991   | 71   | 8   | RS Berkane        |
|    | HV | Edmond Tapsoba      | 2 tháng 2, 1999   | 37   | 1   | Bayer Leverkusen  |
|    | HV | Issa Kaboré         | 12 tháng 5, 2001  | 35   | 1   | Luton Town        |
|    | HV | Nasser Djiga        | 15 tháng 11, 2002 | 2    | 0   | Red Star Belgrade |
|    | HV | Adamo Nagalo        | 22 tháng 9, 2002  | 8    | 0   | Nordsjælland      |
|    | HV | Valentin Nouma      | 14 tháng 2, 2000  | 5    | 0   | Saint-Éloi Lupopo |
|    | HV | Abdoul Guiebre      | 17 tháng 7, 1997  | 11   | 0   | Modena            |
|    |    |                     |                   |      |     |                   |
|    | TV | Adama Guira         | 24 tháng 4, 1988  | 47   | 0   | Racing Rioja      |
|    | TV | Blati Touré         | 4 tháng 8, 1994   | 42   | 2   | Pyramids          |
|    | TV | Gustavo Sangaré     | 8 tháng 11, 1996  | 29   | 1   | Quevilly-Rouen    |
|    | TV | Ismahila Ouédraogo  | 5 tháng 11, 1999  | 20   | 0   | Panserraikos      |
|    | TV | Stephane Aziz Ki    | 6 tháng 3, 1996   | 11   | 2   | Young Africans    |
|    | TV | Dramane Salou       | 22 tháng 5, 1998  | 6    | 0   | Urartu            |
|    | TV | Moustapha Nikiema   | 16 tháng 3, 2001  | 0    | 0   | Valenciennes      |
|    |    |                     |                   |      |     |                   |
|    | TĐ | Bertrand Traoré     | 6 tháng 9, 1995   | 73   | 16  | Aston Villa       |
|    | TĐ | Hassane Bandé       | 30 tháng 10, 1998 | 24   | 2   | HJK               |
|    | TĐ | Abdoul Tapsoba      | 23 tháng 8, 2001  | 23   | 5   | Amiens            |
|    | TĐ | Mohamed Konaté      | 12 tháng 12, 1997 | 21   | 3   | Akhmat Grozny     |
|    | TĐ | Dango Ouattara      | 11 tháng 2, 2002  | 18   | 7   | Bournemouth       |
|    | TĐ | Djibril Ouattara    | 19 tháng 9, 1999  | 11   | 1   | RS Berkane        |
|    | TĐ | Cedric Badolo       | 4 tháng 11, 1998  | 12   | 0   | Sheriff Tiraspol  |
|    | TV | Mamady Bangré       | 15 tháng 6, 2001  | 6    | 0   | Toulouse          |

### Triệu tập gần đây
| Vt | Cầu thủ               | Ngày sinh (tuổi)  | Số trận | Bt | Câu lạc bộ           | Lần cuối triệu tập             |
| -- | --------------------- | ----------------- | ------- | -- | -------------------- | ------------------------------ |
| TM | Zegué Traoré          | 31 tháng 12, 1999 | 0       | 0  | AS Douanes           | 2023 Africa Cup of Nations PRE |
| TM | Hillel Konaté         | 28 tháng 12, 1994 | 1       | 0  | Valenciennes         | v. Togo, 28 March 2023         |
|    |                       |                   |         |    |                      |                                |
| HV | Cheick Omar Ouédraogo | 10 tháng 2, 1996  | 0       | 0  | ASFA Yennenga        | 2023 Africa Cup of Nations PRE |
| HV | Nassim Innocenti      | 19 tháng 2, 2002  | 0       | 0  | Valenciennes         | 2023 Africa Cup of Nations PRE |
|    |                       |                   |         |    |                      |                                |
| TV | Trova Boni            | 21 tháng 12, 1999 | 4       | 0  | Belenenses SAD       | 2023 Africa Cup of Nations PRE |
| TV | Dramane Kambou        | 5 tháng 1, 2000   | 2       | 0  | Rail Club du Kadiogo | 2023 Africa Cup of Nations PRE |
| TV | Cyrille Bayala        | 24 tháng 5, 1996  | 44      | 4  | Ajaccio              | v. Maroc, 12 September 2023    |
|    |                       |                   |         |    |                      |                                |
| TĐ | Ismaël Seone          | 26 tháng 4, 2005  | 0       | 0  | Vitesse              | 2023 Africa Cup of Nations PRE |
| TĐ | Lassina Traoré        | 12 tháng 1, 2001  | 18      | 7  | Shakhtar Donetsk     | v. Togo, 28 March 2023         |